# Accident ou incident aérien impliquant un Airbus A310
Le tableau ci-dessous présente les accidents ou incidents graves dans lesquels fut impliqué l'Airbus A310. Certains actes de piraterie aérienne ou de terrorisme ayant entraîné des dommages à l'appareil sont également relevés. 
Le bilan en vies humaines est indiqué de la façon suivante : nombre total de tués / nombre total d'occupants + tués au sol.
| Date             | Modèle     | Identité | n°  | Opérateur                 | Bilan   | Lieu                              | Circonstances |
| ---------------- | ---------- | -------- | --- | ------------------------- | ------- | --------------------------------- | --- |
| 8 septembre 1987 | A310-221   | 5N-AUG   | 329 | Nigeria Airways           | 0/109   | Port Harcourt                     | Le vol Nigeria Airways WT 104 provenant de Lagos atterrit à gauche de l'axe de la piste, son train droit touchant d'abord puis le gauche, hors de la piste, en suivant une tranchée. Les dommages sont localisés à l'amortisseur gauche ainsi qu'au train avant. Il sera cependant réparé. |
| 31 juillet 1992  | A310-304   | HS-TID   | 438 | Thai Airways              | 113/113 | Tribhuvan International Airport   | Le vol 311 s'écrase à 11 500 pieds sur les flancs d'une montagne culminant à 16 000 pieds à 23 milles nautiques au nord de la balise VOR de Katmandou. Une erreur de navigation a été commise par un équipage manquant de coordination, aggravé par des malentendus avec les contrôleurs aériens. |
| 23 mars 1994     | A310-304   | F-OGQS   | 593 | Aeroflot                  | 75/75   | Mejdouretchensk                   | Lors d'un vol entre Moscou et l'aéroport de Hong Kong, à l'altitude de croisière, l'appareil décroche, part en vrille et s'écrase au sol alors que le commandant de bord désirait montrer certaines fonctions du pilote automatique à ses enfants. |
| 31 mars 1995     | A310-324   | YR-LCC   | 450 | TAROM                     | 60/60   | Baloteşti (en)                    | Peu après son décollage de Bucarest à destination de Bruxelles, le vol 371 descend de nouveau et plonge vers le sol sous un angle de 80° avant de s'écraser dans un champ. L'enquête montre que le commandant de bord était dans l'incapacité de piloter ou absent du cockpit. Juste avant l'impact, le copilote a tenté de reprendre le contrôle de l'avion. |
| 11 décembre 1998 | A310-204   | HS-TIA   | 415 | Thai Airways              | 101/146 | Surat Thani                       | Le vol 261 quitte Bangkok vers Surat Thani. Lors de sa troisième tentative d'atterrissage par mauvaises conditions météo et de nuit, l'appareil décroche et s'écrase à environ 4 kilomètres au sud-ouest de l'aéroport dans une plantation de caoutchouc. L'équipage a été victime d'une désorientation spatiale lorsque le nez de l'appareil s'est brusquement relevé. |
| 27 décembre 1999 | A310-308   | JY-AGK   | 573 | Royal Jordanian           | 0/198   | Shannon                           | Le vol 263 atterrit lourdement et rebondit plusieurs fois sur la piste de Shannon à la suite d'une approche non stabilisée combinée à un arrondi tardif, un accroissement de puissance avant le toucher des roues et la vitesse élevée. L'appareil est endommagé après un premier rebond lorsque la roulette de nez prend contact la première avec la piste. |
| 30 janvier 2000  | A310-304   | 5Y-BEN   | 426 | Kenya Airways             | 169/179 | Abidjan                           | Lors du décollage de nuit face à la mer du vol Kenya Airways 431, l'alarme de décrochage retentit, confirmé par les secousses ressenties dans le manche. Le copilote aux commandes pousse le manche en avant mais ne respecte pas l'instruction de mettre plein gaz (TOGA). Ce faisant, l'appareil se met en descente à l'insu de l'équipage et percute la mer malgré les annonces du radio-altimètre et les alarmes sonores de proximité de sol (GPWS). |
| 12 juillet 2000  | A310-304   | D-AHLB   | 528 | Hapag-Lloyd               | 0/151   | Vienne                            | Après avoir quitté l'aéroport de La Canée, en Crète, le vol 3378 est victime d'un problème de rétraction du train principal droit. L'équipage décide de poursuivre son vol vers Munich train sorti avant de s'apercevoir qu'il n'aura pas assez de carburant. Alors qu'il se déroute vers Vienne, les deux réacteurs s'arrêtent à 12 milles nautiques et 4 000 pieds d'altitude. Un réacteur est redémarré et l'appareil parvient à se poser dans l'herbe à 500 mètres du seuil de la piste. Le train gauche est fauché et des dommages occasionnés au moteur no 1 ainsi qu'à l'aile après une glissade de 600 mètres. |
| 6 mars 2005      | A310-308ET | C-GPAT   | 597 | Air Transat               | 0/271   | Varadero                          | L'équipage du vol 961 entend un bruit sourd et ressent des vibrations pendant plusieurs secondes, un quart d'heure après son décollage de Varadero. L'appareil est en proie au roulis hollandais avant que le commandant déconnecte le pilote automatique. L'appareil s'avère difficile à contrôler latéralement. Pourtant, aucune alarme n'est affichée par l'ordinateur de bord. Le phénomène de roulis hollandais s'arrête lorsque l'appareil revient au niveau de vol 280. Après avoir envisagé Fort Lauderdale, l'Airbus atterrit normalement à Varadero. Au sol, une inspection visuelle révèle que le gouvernail de direction est brisé et manquant dans sa majeure partie tandis que l'ordinateur de bord s'évertue à n'indiquer aucun défaut de fonctionnement. |
| 7 mars 2005      | A310-304ET | F-OJHH   | 586 | Mahan Airlines            | 0/91    | Téhéran                           | L'appareil dépasse l'extrémité de la piste à la vitesse de 40 nœuds entrainant des dommages substantiels à l'appareil. L'inverseur de poussée n'a été utilisé que sur le moteur gauche. |
| 9 juillet 2006   | A310-324   | F-OGYP   | 442 | S7 Airlines               | 125/203 | Irkoutsk                          | Le vol 778 atterrit normalement mais sort à l'extrémité de la piste, heurte une barrière en béton et des bâtiments avant de prendre feu. Alors que l'inverseur de poussée avait été désactivé sur le réacteur gauche, le commandant de bord met les gaz sur ce réacteur en voulant "jouer" sur l'inverseur de poussée du réacteur droit. Le copilote s'est montré incapable de surveiller les paramètres moteur et la vitesse de l'appareil à temps. |
| 12 mars 2007     | A310-325   | S2-ADE   | 698 | Biman Bangladesh Airlines | 0/236   | Dubaï                             | L'appareil du vol Biman BG006 est sévèrement endommagé après l'annulation du décollage. Il dépasse l'extrémité de la piste avant de faucher son train avant. |
| 10 juin 2008     | A310-324   | ST-ATN   | 548 | Sudan Airways             | 30/214  | Khartoum                          | Le vol 109 reliant Amman à Khartoum, effectue une escale impromptue due au mauvais temps à Port Soudan sur la route de Damas. En approche de l'aéroport de Khartoum, il s'écrase en flammes à l'atterrissage en présence de cumulonimbus et d'orages. |
| 30 juin 2009     | A310-300   | 70-ADJ   | 535 | Yemenia                   | 152/153 | Mitsamiouli                       | Le vol 626 reliant l'Aéroport international El Rahaba de Sanaa à l'Aéroport international Prince Said Ibrahim de Moroni, a disparu des écrans radar alors qu'il se trouvait en phase d'atterrissage. Il s'est abîmé dans l'océan Indien. |
| 31 octobre 2010  | A310-300   | TC-JCV   | 476 | Turkish Airlines          | 0       | Aéroport Mohammed-V de Casablanca | Avion-cargo, sort de piste à l'atterrissage, pas de victimes. L'avion est endommagé mais réparable. |
| Total: 15        |            |          |     |                           | 825     |                                   | |